# Miloš Máca
Miloš Máca (ur. 23 stycznia 1927 w Boskovicach, zm. 27 marca 1984) – czechosłowacki lekkoatleta, młociarz.
15. zawodnik igrzysk olimpijskich w Helsinkach (1952). Podczas mistrzostw Europy w Bernie (1954) zajął 5. miejsce.
Czterokrotnie ustanawiał rekord Czechosłowacji w rzucie młotem:
- 58,57 (11 czerwca 1952, Brno)
- 61,00 (12 września 1953, Kutná Hora)
- 61,22 (14 maja 1955, Stará Boleslav)
- 61,43 (12 listopada 1955, Split)